# NWE Nr. 6 und 7
Die Lokomotiven Nr. 6 und 7, später Baureihe 99.610, sind Schmalspur-Tenderlokomotiven mit der Achsfolge C der Nordhausen-Wernigeroder Eisenbahn-Gesellschaft (NWE).

## Geschichte
Die beiden an die Heerestechnische Prüfungsanstalt gelieferten Maschinen kamen 1917 (Heißdampflok) und 1921 (Nassdampflok) zur Nordhausen-Wernigeroder Eisenbahn als Nr. 6 und 7. Die Nr. 7 tat vorher als Lok 15 bei der Nassauischen Kleinbahn Dienst.
1949 gingen sie auf die Deutsche Reichsbahn über, wo sie unter 99 6101 und 6102 geführt wurden.
Bis in die 1980er Jahre wurden beide Maschinen, zuletzt im Rollbockverkehr um Wernigerode, eingesetzt.
Trotz Abstellung übernahm die Harzer Schmalspurbahn beide Maschinen.
- Die Lok 99 6101, ehemals Nr. 6, war bis Mai 2015 dem Verein „Interessengemeinschaft Harzer Schmalspurbahnen e. V.“ zur Pflege übergeben. Sie ist seit 2015 nicht mehr betriebsfähig und in der Wagenhalle in Wernigerode abgestellt.
- Die Lok 99 6102, ehemals Nr. 7, war dem „Freundeskreis Selketalbahn e. V.“ zur Pflege übergeben.

99 6102 sollte nach Ablauf der Fristen im Jahr 2008 betriebsfähig aufgearbeitet werden. Im Dampflokwerk Meiningen wurde festgestellt, dass die Maschine einen neuen Kessel benötigt. Die Kosten wurden auf 350.000 € geschätzt. Danach stand die Maschine mehrere Jahre. Die HSB entschloss sich 2014, die Maschine in der MaLoWa in Benndorf rollfähig aufzuarbeiten, so kann die Lok gezogen werden. Die Rückkehr erfolgte am 13. November 2019.

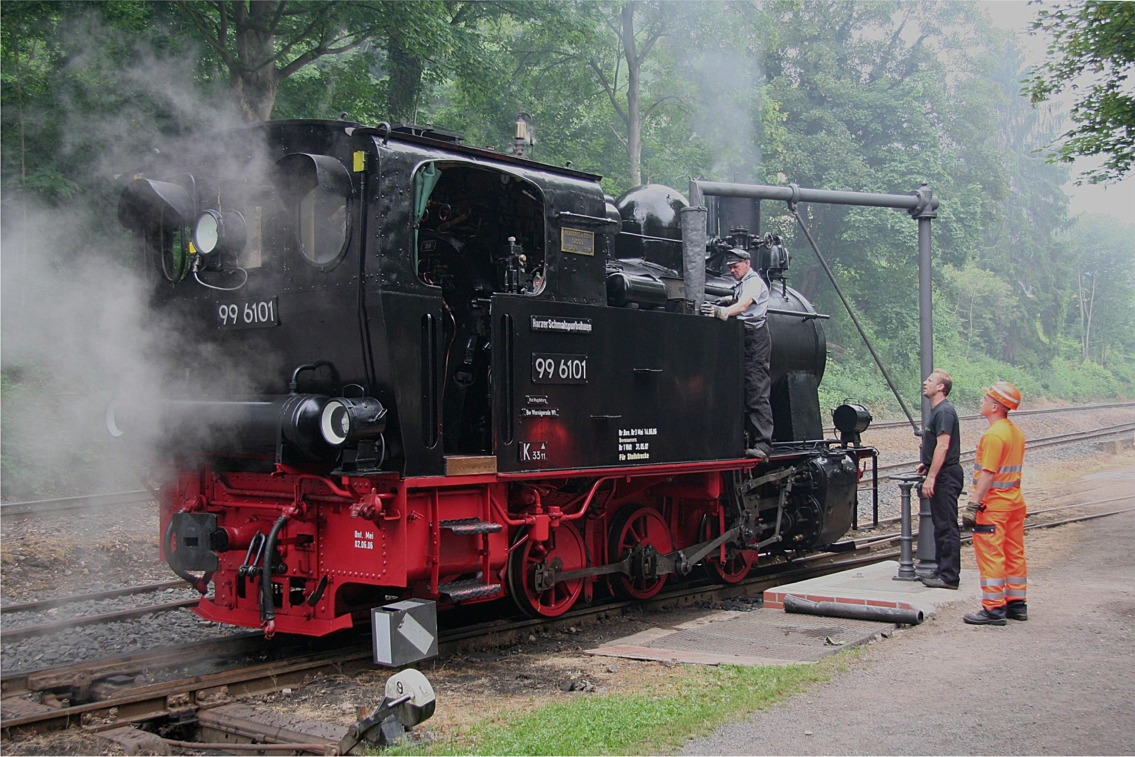
99 6101 nimmt Wasser
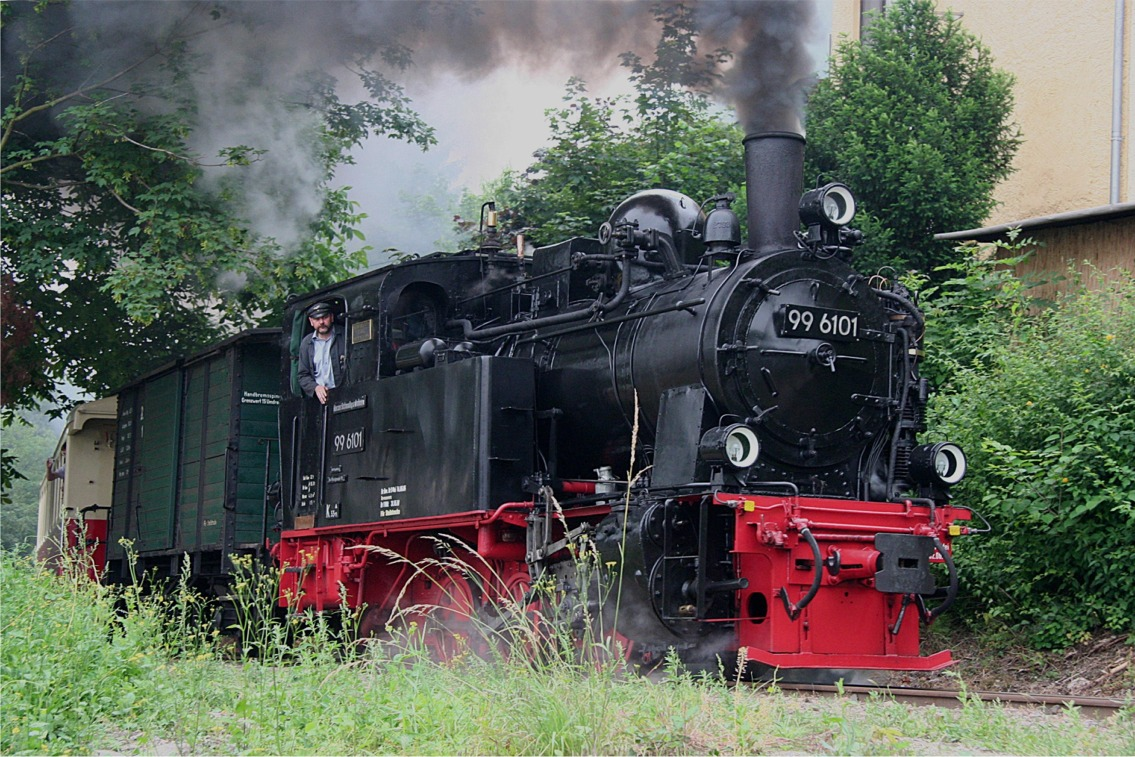
Fahrt mit 99 6101
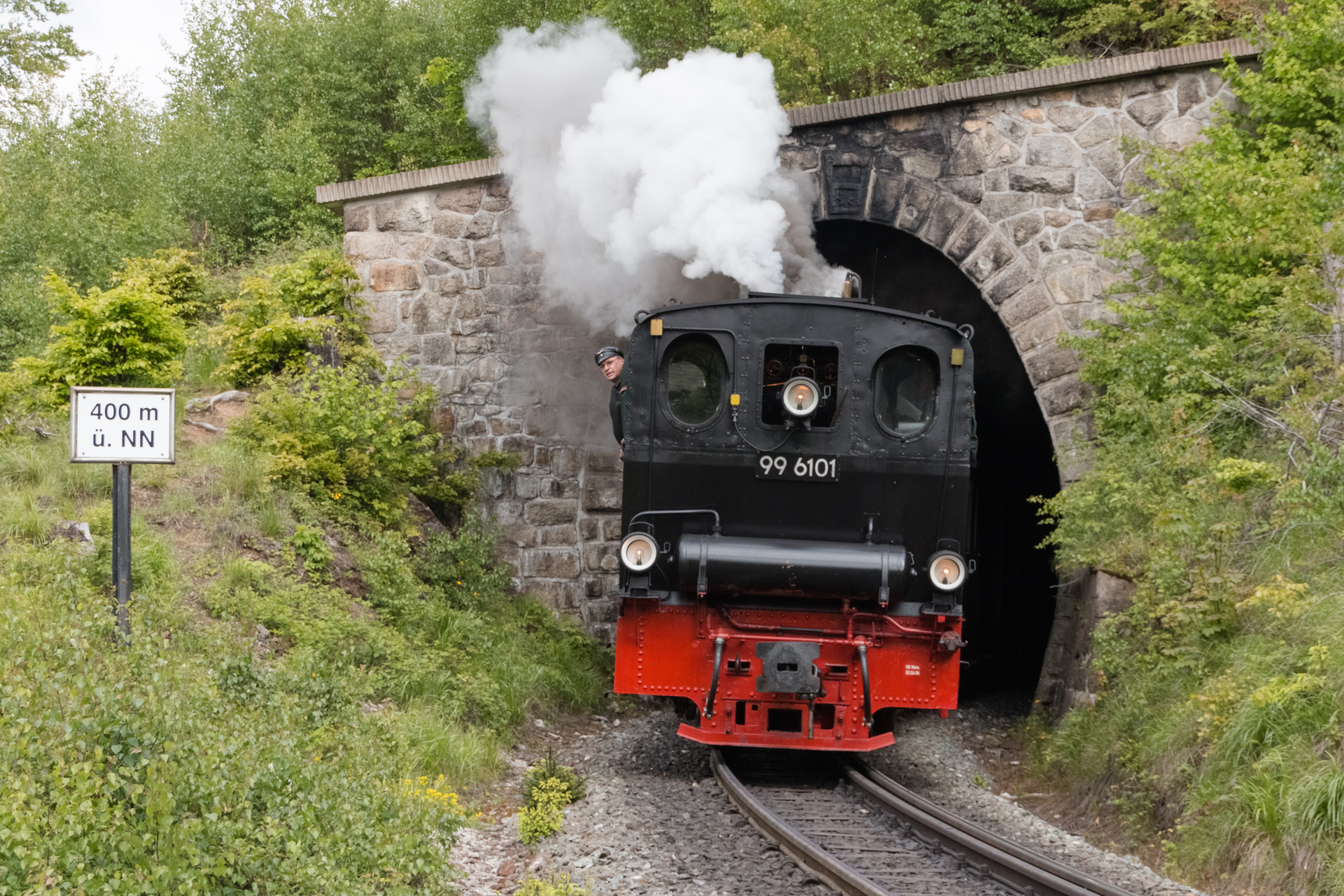
99 6101 Ausfahrt Tunnel Thumkuhlenkopf
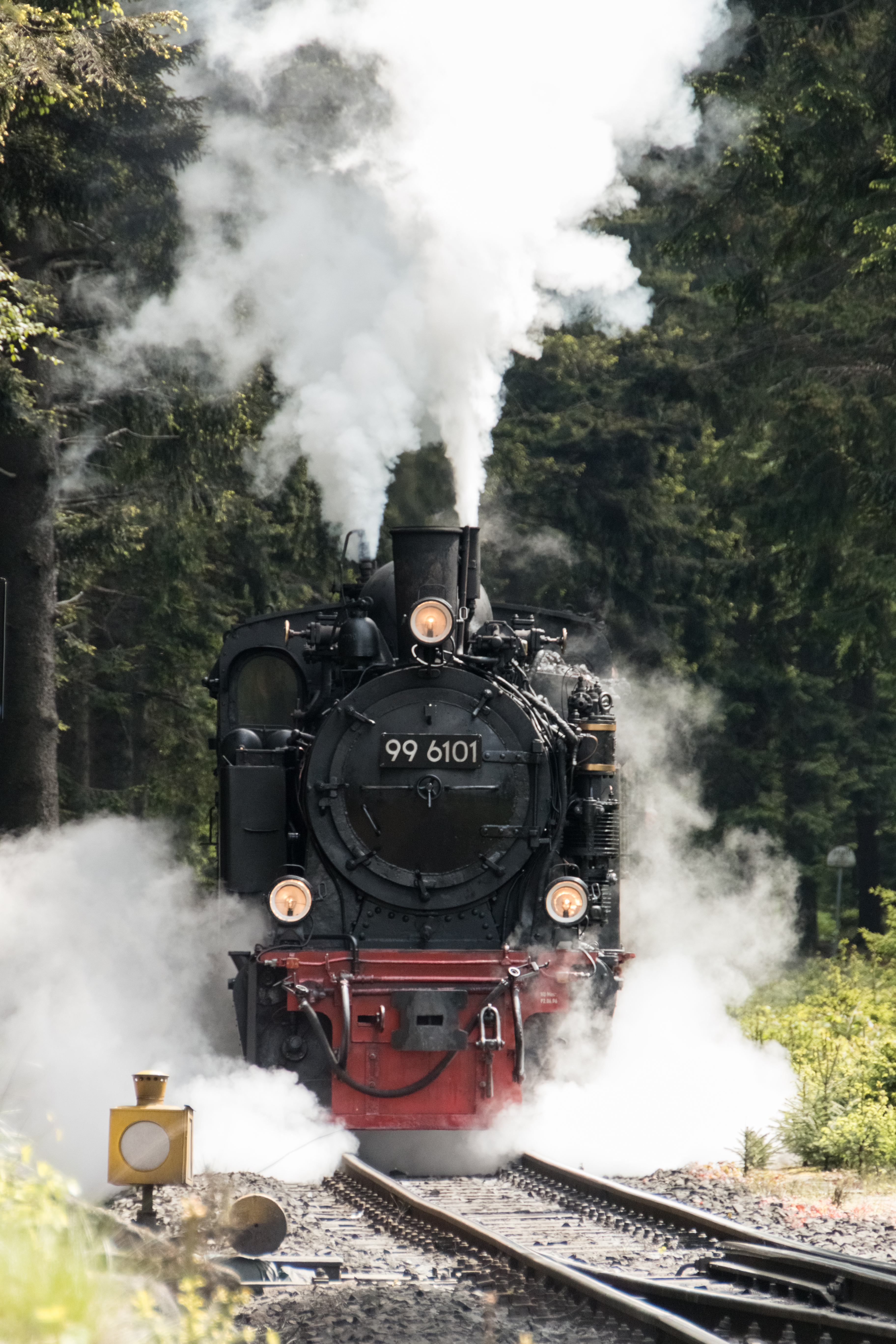
99 6101 bei der Einfahrt Schierke
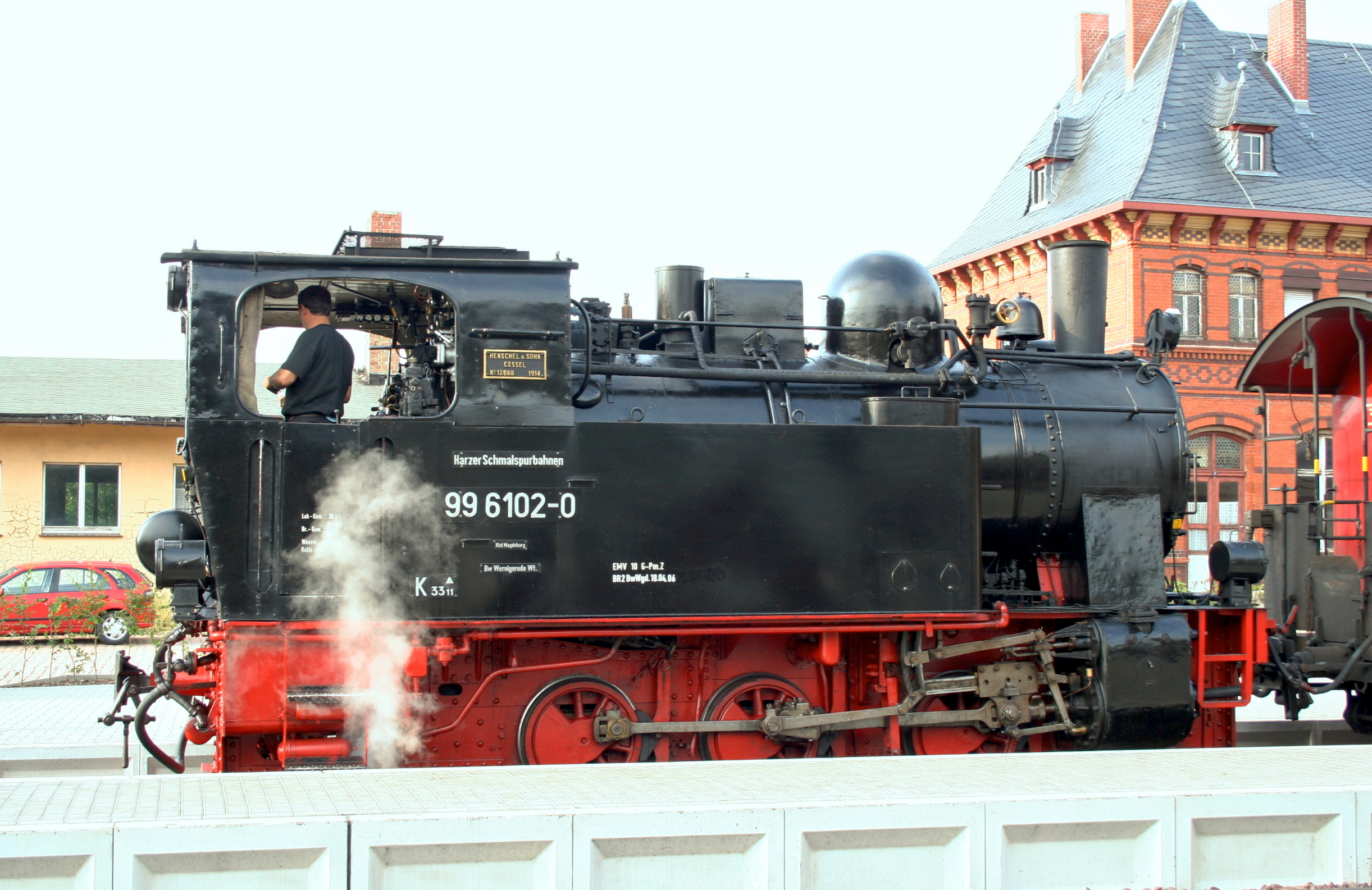
99 6102 in Gernrode